# Forsyth (Georgia)
Forsyth – miasto w Stanach Zjednoczonych, w stanie Georgia, w hrabstwie Monroe.